# 丹尼爾·海尼
丹尼爾·海尼（韓語：다니엘 헤니，1979年11月28日—），生于美国密歇根州卡森城，美國男演員。丹尼尔的父親菲利普（Phillip Henney）是英裔美國人，而母親克里斯汀（Christine Henney）則是自幼被領養至美國成長的韓裔美國人。

## 演藝生涯
身高188厘米的丹尼尔最早以模特身份出道，曾在台灣出演了多支知名电视广告。2005年，丹尼尔在MBC的高收视迷你剧集《我叫金三順》中出演第二男主角，引起广大觀眾的注意。其後，丹尼尔又出演了KBS的《春日華爾兹》，在剧中再一次扮演了混血兒角色，熟练地说着英文和德文。不过私底下，经过长时间在韩国拍片，丹尼尔的韩语水準已经进步了许多，日常的简单对话也完全不成问题，甚至他还可以用韩语接受电视台的访问。
2006年，丹尼尔进军电影圈，先后出演了《Robin先生追求记》和《我的父亲》两部电影，演技得到很大锻炼。特别值得一提的是丹尼尔在电影《我的父亲》中的表现。这部电影根据真人真事改编，讲述被美国人收养的韩国孤儿成年后加入美军，并随部队派赴駐韓美軍基地。电影中的这位韩国孤儿一直努力寻找自己在韩国的父亲，当他真的找到自己的父亲时，却发现自己的父亲竟是一名死刑犯人。丹尼尔在电影中的表现可圈可点，获得了当年韩国电影青龙奖「最佳男新人演员奖」，被誉为「2007年韩国电影界的最大发现之一」，就连海外的《洛杉矶时报》也对他的这部作品做了详细的报道。
2008年，丹尼尔接拍了好莱坞电影《X战警前传：金刚狼》，在其中扮演Agent Zero的角色，开始受到全世界的瞩目。
2009年9月起，丹尼尔将会在美国CBS频道的全新剧集《生命交集》中亮相，扮演一位风流的医生。这是继《X战警前传：金刚狼》之后，丹尼尔·海尼再次参演美国影视公司的制作。
2010年，丹尼爾在KBS出演了《逃亡者Plan.B》的Kai，在劇中飾演一個為愛癡狂的企業家。
2011年夏天，丹尼爾開始拍攝他生涯中第一部跨國製作並且擔任主角的電影《紐約客@上海（Shanghai Calling）》。片中的丹尼爾飾演一名自幼在美國紐約成長的華裔美國人Sam Chao，作為一名華爾街律師，Sam因為客戶事業的變遷與中國蓬勃的經濟發展被公司派遣至上海。然而雖然有一副華裔面孔，Sam對中國的文化與生活方式一無所知，也對他的人生重新定義。電影於2012年正式上映。

## 个人生活
丹尼尔·海尼经纪公司Echo Global Group证实其已与此前曾传出绯闻的亚裔演员兼模特儿于2023年结婚。

## 演出作品

### 電視劇
| 年份        | 電視臺     | 劇名                             | 角色              | 導演   | 備註    |
| ----------- | ---------- | -------------------------------- | ----------------- | ------ | ------- |
| 2005年      | MBC        | 你好！弗兰西斯卡（안녕! 프란체스카）             | -                 | 趙南浩 | 客串    |
| 2005年      | MBC        | 我叫金三順（내 이름은 김삼순）                   |                   | 金允哲 |         |
| 2006年      | KBS        | 春日華爾滋（봄의 왈츠）                   | Phillip           | 尹錫湖 |         |
| 2009年      | CBS        | 搶救生命線、生命之河（Three Rivers）         |                   |        |         |
| 2010年      | KBS        | 逃亡者Plan.B（도망자 플랜 B）                 | Kai               | 郭正煥 |         |
| 2012年      | CBS        | 檀島警騎2.0（Hawaii Five-0）                  | Michael Noshimuri | -      |         |
| 2014年      | CBS        | 海軍罪案調查處：洛杉磯第五季（NCIS: Los Angeles） | Paul Angelo       | -      | 客串E21 |
| 2015年      | CBS        | 犯罪心理第十季（Criminal Minds）               | Matthew Simmons   | -      | 客串E19 |
| 2016年      | CBS        | 犯罪心理：跨國救援（Criminal Minds: Beyond Borders）           | Matthew Simmons   | -      |         |
| 2016年      | tvN        | Dear My Friends（디어 마이 프렌즈）              | 馬克·史密斯       | 洪鍾燦 | 客串    |
| 2017年      | CBS        | 犯罪心理第十二季（Criminal Minds）             | Matthew Simmons   | -      | 客串E13 |
| 2017年      | CBS        | 犯罪心理第十三季（Criminal Minds）             | Matthew Simmons   | -      |         |
| 2018年      | CBS        | 犯罪心理第十四季（Criminal Minds）             | Matthew Simmons   | -      |         |
| 2020年      | CBS        | 犯罪心理第十五季（Criminal Minds）             | Matthew Simmons   | -      |         |
| 2021-2023年 | 亚马逊影片 | 时光之轮（The Wheel of Time）                     | 亚岚·人龙         | -      |         |

### 電影
| 年份   | 片名            | 角色             | 導演                     | 備註 |
| ------ | --------------- | ---------------- | ------------------------ | ---- |
| 2006年 | 先生追求記(Mr.로빈 꼬시기)    |                  | 金尚宇                   |      |
| 2007年 | 我的父親        |                  | 黄东赫                   |      |
| 2009年 | X戰警：金鋼狼(X-Men Origins: Wolverine) |                  |                          |      |
| 2012年 | 爸爸(파파)          | 丹尼爾           |                          | 客串 |
| 2012年 | 紐約客@上海()   |                  |                          |      |
| 2013年 | 重擊防線(The Last Stand)      | Agent Phil Hayes |                          |      |
| 2013年 | 間諜            | 萊恩             | 李勝俊                   |      |
| 2013年 | 一夜驚喜        | 周毕安           | 金依萌                   |      |
| 2014年 | 大英雄天團      | Tadashi Hamada   | 唐·霍爾、克里斯‧威廉斯   | 配音 |
| 2019年 | 錢力遊戲        | Roy Lee          | 朴樓利                   | 客串 |
| 2022年 | 機密同盟2       | 傑克             | 李石勳                   | 主演 |
| 2023年 | 网络谜踪2       | 帕克             | 威尔·梅瑞克、尼克·约翰逊 |      |
| 2024年 | Dog Days        | 丹尼尔           | 金德民                   | 主演 |

### MV
| 年份   | 歌手   | 歌曲       | 備註 |
| ------ | ------ | ---------- | ---- |
| 2002年 | 許茹芸 | 《祝福了》 |      |

## 所获奖项
- 2005年：MBC演技大赏－最佳新人演員《我叫金三順》
- 2007年：第6届大韩民国电影大奖－最佳新人男演員《我的父親》
- 2007年：第28届青龍電影獎－最佳新人男演員《我的父親》
- 2007年：第27届韩国电影评论协会奖－最佳新人演員《我的父親》
- 2008年：第16屆春史電影賞－最佳男子新人獎《我的父親》
- 2008年：第45届大鐘獎－最佳新人演員《我的父親》
- 2023年：第43届黄金摄影奖—评审团特别奖《共助2》[4]

## 外部連結
- 个人官方網站
- 丹尼爾·海尼的Instagram帳戶
- 丹尼爾·海尼在互联网电影资料库（IMDb）上的資料（英文）
- 丹尼爾·海尼在韩国电影数据库（KMDb）上的資料（韓語）
- 丹尼爾·海尼在NAVER上的资料
- 丹尼爾·海尼在Daum上的资料